# 녹스빌 체로키스
| 녹스빌 체로키스 | |
| 콘퍼런스        | |
| 디비전          | 웨스트 디비전 (1990년~1991년) (1992년~1995) 이스트 디비전 (1991년~1992년) 사우스 디비전 (1995년~1997년)                       |
| 설립연도        | 1988년 |
| 해체연도        | 1997년 |
| 역사            | 녹스빌 체로키스 (1988년~1997년) 피디 프라이드 (1997년~2005년) 플로렌스 프라이드 (2003년~2004년) 피디 프라이드 (2003년~2005년) |
| 경기장          | 녹스빌 시빅 콜리시엄 |
| 연고지          | 테네시주 녹스빌 |
| 상징색          | 청록, 검정, 하양 |
| 구단주          | |
| 단장            | |
| 감독            | |
| NHL 제휴        | |
| AHL 제휴        | |
| 정규시즌 우승   | 2 (1991, 1994) |
| 콘퍼런스 우승   | |
| 디비전 우승     | 2 (1991, 1994) |
| 켈리 컵         | |
| 영구 결번       | |

녹스빌 체로키스(Knoxville Cherokees)는 미국 테네시주 녹스빌을 연고지로 하는 1988년부터 1997년까지 ECHL 소속되었던 아이스 하키팀이다.
1997년 연고지를 사우스캐롤라이나주 플로렌스 (피디 프라이드)로 이전했다.

## 역대 홈경기장
| 경기장               | 사용기간      | 수용인원 | 장소            | 비고 |
| -------------------- | ------------- | -------- | --------------- | ---- |
| 녹스빌 체로키스      |               |          |                 |      |
| 녹스빌 시빅 콜리시엄 | 1988년~1997년 | 5,937명  | 테네시주 녹스빌 | 빈칸 |